# Mormia albicornis
Mormia albicornis és una espècie d'insecte dípter pertanyent a la família dels psicòdids que es troba a Europa: la Gran Bretanya, Bèlgica, els Països Baixos i Àustria.